# Francis Peak
Der Francis Peak ist ein 1136 m hoher und markanter Berg im Süden der Adelaide-Insel westlich der Antarktischen Halbinsel. In der Princess Royal Range ragt er mit imposanten Kliffs an seiner Ostseite zwischen dem Turner-Gletscher und dem Back Cirque aus einem hufeisenförmigen Grat östlich des Mount Liotard auf.
Das UK Antarctic Place-Names Committee benannte ihn 2020 nach der britischen Paläobotanikerin und Paläoklimatologin Jane Francis (* 1956), seit 2013 Direktorin des British Antarctic Survey, die an zahlreichen Polarexpeditionen beteiligt war.